# Daraa
Daraa (arabă درعا, cunoscut și ca Darʿā, Dara’a, Deraa, Dera'a, Dera, Derʿā și Edrei) este reședința guvernoratului Daraadin sud-vestul Siriei.

## Geografie
Darʿā este situat la 350 m înălțime, în regiunea istorică Hauran, la aproximativ 100 km sud de Damasc, pe autostrada Damasc-Amman și este folosit ca stație de oprire pentru călători, la aproximativ 5 km nord de granița cu Iordania. Localitățile din apropiere sunt: Umm al-Mayazen și  Nasib la sud-est, al-Naimeh la est, Ataman, la nord, al-Yaduda spre nord-vest și Ramtha, Iordania spre sud-vest.

## Istorie
Daraa este un oraș antic datând din vremea canaaniților. A fost menționat în tabletele hieroglife egiptene, în timpul lui Tutmes al III-lea între 1490 și 1436 î.Hr. În acele zile era cunoscută ca orașul Atharaa. Mai târziu a fost menționat în  Biblie ca fiind "Edrei" sau "Edre'i" (אֶדְרֶעִי), capitala Basanului, locul unei bătălii în care israeliții l-au învins pe împăratul orașului, Og. Conform tradiției evreiești, Eldad și Medad au fost îngropați în Edrei.